# تحهوائي
يستخدم مصطلح تَحْهَوائِي بشكل أساسي في الجيولوجيا لوصف الأحداث أو الهياكل الموجودة على سطح الأرض والمعرضة للغلاف الجوي الأرضي. وهذا يتناقض مع الأحداث تحت البحرية أو هياكلها - تلك التي تقع تحت سطح البحر أو تحت الجليدية - تلك التي تقع تحت الثلج الجليدي، مثل الصفائح الثلجية.
على سبيل المثال، يعد الانفجار السطحي للبركان هو أحد الأحداث التي تقذف المواد في الهواء. كما تعد التجوية السطحية هي تجوية تنتج عن الأمطار والصقيع والأنهار إلخ.
وقد يستبعد مصطلح «تَحْهَوائِي» العمليات التي تحدث في الكهوف.
وكثيرًا ما يستخدم هذا المصطلح في علم الترسبات.